# جایزه بزرگ عربستان سعودی ۲۰۲۲
جایزه بزرگ عربستان سعودی ۲۰۲۲ (که به‌طور رسمی با نام فرمول ۱ اس‌تی‌سی جایزه بزرگ عربستان سعودی ۲۰۲۲ شناخته می‌شود) یک مسابقه اتومبیل‌رانی فرمول یک است که در تاریخ ۲۷ مارس ۲۰۲۲ در پیست خیابانی جده برگزار می‌شود. این مسابقه دومین دور از مسابقات جهانی فرمول یک ۲۰۲۲ و دومین دوره جایزه بزرگ عربستان سعودی است.

## زمینه
آخر هفته مسابقه قرار است در ۲۵ تا ۲۷ مارس ۲۰۲۲ برگزار شود. این دومین مسابقه‌ای است که پس از اولین مسابقه در دسامبر ۲۰۲۱ در عربستان سعودی برگزار می شود. این مسابقه قرار است یک هفته بعد از جایزه بزرگ بحرین و دو هفته قبل از جایزه بزرگ استرالیا برگزار شود.
در ۲۵ مارس، یک انبار نفت آرامکو در نزدیکی جده، تقریباً ۱۶ کیلومتر (۱۰ مایل) فاصله از پیشا، مورد حمله پهپادها و موشک‌ها قرار گرفت که باعث آتش‌سوزی بزرگ شد. گفته می شود که شورشیان حوثی یمن، که همچنین به پرتاب موشک در جریان برگزاری مسابقه فرمول ای درعیه ای‌پریکس ۲۰۲۱ متهم شده بودند، مسئولیت آن را بر عهده گرفتند. در اولین جلسه تمرین دود سیاه مشاهده شد. جلسه تمرین دوم ۱۵ دقیقه به تعویق افتاد تا جلسه اضطراری بین رانندگان، مدیران تیم و استفانو دومنیکالی، مدیرعامل فرمول یک برگزار شود. فرمول یک و برگزار کنندگان، اعلام کردند که با وجود حمله، این رویداد طبق برنامه ادامه خواهد داشت. انجمن رانندگان جایزه بزرگ در ساعت ۲۲:۰۰ به وقت محلی جلسه دیگری را با رانندگان برگزار کرد، و در نتیجه همه رانندگان موافقت کردند که پس از ۴۱⁄۲ ساعت گفتگو در بقیه مسابقات شرکت کنند. به گزارش بی‌بی‌سی، و همچنین به رانندگان در مورد امنیت اطمینان داده شد، رانندگان نیز پس از هشدار درباره «عواقب مسابقه ندادن» که طبق گزارش‌ها شامل ممنوعیت بالقوه خروج از کشور در صورت تحریم بود، متقاعد شدند که مسابقه دهند.

### جدول رده‌بندی قهرمانی قبل از مسابقه
شارل لکلرک با ۲۶ امتیاز و با اختلاف ۸ امتیاز از هم تیمی خود کارلوس ساینز و ۱۱ امتیاز از لوییس همیلتون، پس از مسابقه اول در آخر هفته قبل، رهبر جدول قهرمانی رانندگان است. در جدول قهرمانی سازندگان، فراری با ۴۴ امتیاز صدرنشین است. مرسدس و هاس با ۲۷ و ۱۰ امتیاز در رده دوم و سوم قرار دارند.

### شرکت کنندگان
رانندگان و تیم‌ها همان لیست ورود به فصل هستند، تنها استثنا سباستین فتل، که نیکو هولکنبرگ برای دومین مسابقه متوالی جایگزین او شد، در حالی که فتل هنوز از ویروس کرونا در حال بهبودی است.

### انتخاب تایر
تأمین کننده تایر پیرلی ترکیبات سی۲، سی۳ و سی۴ (به ترتیب سخت، متوسط و نرم) را برای استفاده تیم‌ها در مسابقه اختصاص داده‌است.

### انتقاد
کشور میزبان، عربستان سعودی به دلیل رعایت نکردن حقوق بشر از طریق جایزه بزرگ فرمول یک مورد محکومیت قرار گرفت. این رویداد تنها چند روز پس از اعدام دسته جمعی عربستان سعودی در سال ۲۰۲۲ رخ داد که در آن ۸۱ مرد در یک روز اعدام شدند. عفو بین‌الملل گفته است که این رقابت نباید نقض حقوق بشر عربستان سعودی را بپوشاند. مایا فوآ، مدیر شرکت رپریو (Reprieve) گفت که قرارداد فرمول یک با عربستان سعودی «برای ورزش‌شویی رژیم غرق در خون محمد بن سلمان» است.
لوییس همیلتون همچنین از مقامات سعودی خواست تا تغییراتی را ایجاد کنند. قهرمان فرمول یک گفت که «نیاز به دیدن موارد بیشتر» وجود دارد. با این حال، او اظهار داشت که رانندگان نباید در قبال مسائل حقوق بشری کشور میزبان پاسخگو باشند.
یک مارشال سعودی که در این جایزه بزرگ کار می‌کند در توییتر علیه همیلتون نوشت که امیدوار است این راننده با تصادفی مشابه رومن گروژان در جایزه بزرگ بحرین ۲۰۲۰ روبرو شود. این مارشال بعداً عذرخواهی کرد، اما دیگر در این رویداد حضور نداشت.

## تمرین
قرار است سه جلسه تمرینی برای این جایزه بزرگ برگزار شود که هر جلسه یک ساعت طول می‌کشد. اولین و دومین جلسه تمرین روز جمعه ۲۵ مارس در ساعت ۱۷:۰۰ و ۲۰:۰۰ به وقت محلی (یوتی‌سی ۳:۰۰+) و سومین جلسه تمرین در ۲۶ مارس ساعت ۱۷:۰۰ به وقت محلی برگزار می‌شود.

## تعیین خط
تعیین خط ساعت ۲۰:۰۰ به وقت محلی در تاریخ ۲۶ مارس برگزار شد.
سرجیو پرز از ردبول اولین پول پوزیشن خود در فرمول یک را بالاتر از رانندگان فراری شارل لکلرک و کارلوس ساینز که در جایگاه دوم و سوم قرار گرفتند به دست آورد. ماکس فرستاپن، قهرمان جهان و هم تیمی پرز در ردبول، تنها توانست رتبه چهارم را بالاتر از استابان اوکون در رده پنجم و جورج راسل از مرسدس در رده ششم قرار گیرد. شوک بزرگی در مرحله اول تعیین خط (Q1) رخ داد زیرا لوییس همیلتون قهرمان هفت دوره جهان در اولین بخش تعیین خط برای اولین بار در مجموع پس از واجد شرایط شدن برای جایزه بزرگ برزیل ۲۰۱۷ حذف شد. این جلسه به دلیل تصادف نیکلاس لطیفی در مرحله اول تعیین خط (Q1) و یک تصادف بزرگ برای میک شوماخر که از آن آسیب زیادی ندید، پرچم قرمز داشت، هرچند برای اسکن‌های پزشکی احتیاطی به بیمارستان فرستاده شد. شوماخر متعاقباً از مسابقه کنار گذاشته شد و هاس فقط یک خودرو توسط کوین مگنوسن در مسابقه خواهد داشت.
دنیل ریکاردو از مک‌لارن که در اصل دوازدهم شد، به دلیل ممانعت از استابان اوکون از آلپاین، یک جریمه سه رتبه‌ای در شروع مسابقه دریافت کرد.

### رده‌بندی تعیین خط
| جایگاه              | راننده         | شماره | تیم                   | زمان‌ها    | زمان‌ها    | زمان‌ها    | نوبت نهایی |
| جایگاه              | راننده         | شماره | تیم                   | مرحله اول | مرحله دوم | مرحله سوم | نوبت نهایی |
| ------------------- | -------------- | ----- | --------------------- | --------- | --------- | --------- | ---------- |
| ۱                   | سرجیو پرز      | ۱۱    | ردبول ریسینگ-آربی‌پی‌تی | ۱:۲۹٫۷۰۵  | ۱:۲۸٫۹۲۴  | ۱:۲۸٫۲۰۰  | ۱          |
| ۲                   | شارل لکلرک     | ۱۶    | فراری                 | ۱:۲۹٫۰۳۹  | ۱:۲۸٫۷۸۰  | ۱:۲۸٫۲۲۵  | ۲          |
| ۳                   | کارلوس ساینز   | ۵۵    | فراری                 | ۱:۲۸٫۸۵۵  | ۱:۲۸٫۶۸۶  | ۱:۲۸٫۴۰۲  | ۳          |
| ۴                   | ماکس فرستاپن   | ۱     | ردبول ریسینگ-آربی‌پی‌تی | ۱:۲۸٫۹۲۸  | ۱:۲۸٫۹۴۵  | ۱:۲۸٫۴۶۱  | ۴          |
| ۵                   | استابان اوکون  | ۳۱    | آلپاین-رنو            | ۱:۳۰٫۰۹۳  | ۱:۲۹٫۵۸۴  | ۱:۲۹٫۰۶۸  | ۵          |
| ۶                   | جورج راسل      | ۶۳    | مرسدس                 | ۱:۲۹٫۶۸۰  | ۱:۲۹٫۶۱۸  | ۱:۲۹٫۱۰۴  | ۶          |
| ۷                   | فرناندو آلونسو | ۱۴    | آلپاین-رنو            | ۱:۲۹٫۹۷۸  | ۱:۲۹٫۲۹۵  | ۱:۲۹٫۱۴۷  | ۷          |
| ۸                   | والتری بوتاس   | ۷۷    | آلفارومئو-فراری       | ۱:۲۹٫۶۸۳  | ۱:۲۹٫۴۰۴  | ۱:۲۹٫۱۸۳  | ۸          |
| ۹                   | پیر گسلی       | ۱۰    | آلفاتاوری-آربی‌پی‌تی    | ۱:۲۹٫۸۹۱  | ۱:۲۹٫۴۱۸  | ۱:۲۹٫۲۵۴  | ۹          |
| ۱۰                  | کوین مگنوسن    | ۲۰    | هاس-فراری             | ۱:۲۹٫۸۳۱  | ۱:۲۹٫۵۴۶  | ۱:۲۹٫۵۸۸  | ۱۰         |
| ۱۱                  | لاندو نوریس    | ۴     | مک‌لارن-مرسدس          | ۱:۲۹٫۹۵۷  | ۱:۲۹٫۶۵۱  | —         | ۱۱         |
| ۱۲                  | دنیل ریکیاردو  | ۳     | مک‌لارن-مرسدس          | ۱:۳۰٫۰۰۹  | ۱:۲۹٫۷۷۳  | —         | ۱۴۱        |
| ۱۳                  | گوانیو ژو      | ۲۴    | آلفارومئو-فراری       | ۱:۲۹٫۹۷۸  | ۱:۲۹٫۸۱۹  | —         | ۱۲         |
| ۱۴                  | میک شوماخر     | ۴۷    | هاس-فراری             | ۱:۳۰٫۱۶۷  | ۱:۲۹٫۹۲۰  | —         | —۲         |
| ۱۵                  | لانس استرول    | ۱۸    | استون مارتین-مرسدس    | ۱:۳۰٫۲۵۶  | ۱:۳۱٫۰۰۹  | —         | ۱۳         |
| ۱۶                  | لوییس همیلتون  | ۴۴    | مرسدس                 | ۱:۳۰٫۳۴۳  | —         | —         | ۱۵         |
| ۱۷                  | الکساندر آلبون | ۲۳    | ویلیامز-مرسدس         | ۱:۳۰٫۴۹۲  | —         | —         | ۱۶         |
| ۱۸                  | نیکو هولکنبرگ  | ۲۷    | استون مارتین-مرسدس    | ۱:۳۰٫۵۴۳  | —         | —         | ۱۷         |
| ۱۹                  | نیکلاس لطیفی   | ۶     | ویلیامز-مرسدس         | ۱:۳۱٫۸۱۷  | —         | —         | ۱۸         |
| زمان ۱۰۷٪: ۱:۳۵٫۰۷۴ |                |       |                       |           |           |           |            |
| -                   | یوکی سونودا    | ۲۲    | آلفاتاوری-آربی‌پی‌تی    | بدون زمان | —         | —         | ۱۹۳        |
| منابع:              |                |       |                       |           |           |           |            |

یادداشت‌ها
- ^ ۱ – دنیل ریکاردو به دلیل ممانعت از استابان اوکون در مرحله دوم تعیین خط (Q2)، یک جریمه سه رتبه‌ای دریافت کرد.[۱۸]
- ^ ۲ – میک شوماخر جایگاه چهاردهم را کسب کرد، اما به دلیل تصادف کنار رفت. جایگاه شروع او توسط سایر رانندگان پر شد. [۲۱]
- ^ ۳ – یوکی سونودا نتوانست زمانی را در طول تعیین خط ثبت کند، اما به صلاحدید استوارت‌ها به او اجازه مسابقه داده شد.[۲۰]

## مسابقه
این مسابقه ساعت ۲۰:۰۰ به وقت محلی، در تاریخ ۲۷ مارس طی ۵۰ دور برگزار شد.
خودروی یوکی سونودا در مسیر حرکت به خط شروع مسابقه با مشکل پیشرانه مواجه شد که باعث شد او نتواند مسابقه را شروع کند.
نیکلاس لطیفی پس از برخورد به دیوار در دور ۱۵ بازنشسته شد. دنیل ریکاردو، فرناندو آلونسو و والتری بوتاس همگی در دورهای ۳۵ و ۳۶ به دلیل مشکلات مکانیکی نامرتبط در چند لحظه از یکدیگر بازنشسته شدند. الکساندر آلبون نیز پس از برخورد با لانس استرول در دور ۴۷ نتوانست به پایان برسد، اما آلبون به دلیل اینکه بیش از ۹۰ درصد مسافت مسابقه را طی کرده بود، در رده‌بندی قرار گرفت.

### رده‌بندی مسابقه
| جایگاه                                               | شماره | راننده         | سازنده                | دور | زمان        | امتیاز |
| ---------------------------------------------------- | ----- | -------------- | --------------------- | --- | ----------- | ------ |
| ۱                                                    | ۱     | ماکس فرستاپن   | ردبول ریسینگ-آربی‌پی‌تی | ۵۰  | ۱:۲۴:۱۹٫۲۹۳ | ۲۵     |
| ۲                                                    | ۱۶    | شارل لکلرک     | فراری                 | ۵۰  | ۰٫۵۴۹+      | ۱۹۱    |
| ۳                                                    | ۵۵    | کارلوس ساینز   | فراری                 | ۵۰  | ۸٫۰۹۷+      | ۱۵     |
| ۴                                                    | ۱۱    | سرجیو پرز      | ردبول ریسینگ-آربی‌پی‌تی | ۵۰  | ۱۰٫۸۰۰+     | ۱۲     |
| ۵                                                    | ۶۳    | جورج راسل      | مرسدس                 | ۵۰  | ۳۲٫۷۳۲+     | ۱۰     |
| ۶                                                    | ۳۱    | استابان اوکون  | آلپاین-رنو            | ۵۰  | ۵۶٫۰۱۷+     | ۸      |
| ۷                                                    | ۴     | لاندو نوریس    | مک‌لارن-مرسدس          | ۵۰  | ۵۶٫۱۲۴+     | ۶      |
| ۸                                                    | ۱۰    | پیر گسلی       | آلفاتاوری-آربی‌پی‌تی    | ۵۰  | ۱:۰۲٫۹۴۶+   | ۴      |
| ۹                                                    | ۲۰    | کوین مگنوسن    | هاس-فراری             | ۵۰  | ۱:۰۴٫۳۰۸+   | ۲      |
| ۱۰                                                   | ۴۴    | لوییس همیلتون  | مرسدس                 | ۵۰  | ۱:۱۳٫۹۴۸+   | ۱      |
| ۱۱                                                   | ۲۴    | گوانیو ژو      | آلفارومئو-فراری       | ۵۰  | ۱:۲۲٫۲۱۵+   |        |
| ۱۲                                                   | ۲۷    | نیکو هولکنبرگ  | استون مارتین-مرسدس    | ۵۰  | ۱:۳۱٫۷۴۲+   |        |
| ۱۳                                                   | ۱۸    | لانس استرول    | استون مارتین-مرسدس    | ۴۹  | +۱ دور      |        |
| ۱۴۲                                                  | ۲۳    | الکساندر آلبون | ویلیامز-مرسدس         | ۴۷  | برخورد      |        |
| ب.                                                   | ۷۷    | والتری بوتاس   | آلفارومئو-فراری       | ۳۶  | مکانیکی     |        |
| ب.                                                   | ۱۴    | فرناندو آلونسو | آلپاین-رنو            | ۳۵  | موتور       |        |
| ب.                                                   | ۳     | دنیل ریکیاردو  | مک‌لارن-مرسدس          | ۳۵  | کلاچ        |        |
| ب.                                                   | ۶     | نیکلاس لطیفی   | ویلیامز-مرسدس         | ۱۴  | تصادف       |        |
| ع.ش.۳                                                | ۲۲    | یوکی سونودا    | آلفاتاوری-آربی‌پی‌تی    | ۰   | پیشرانه     |        |
| ک.ک.۴                                                | ۴۷    | میک شوماخر     | هاس-فراری             | ۰   | تصادف       |        |
| سریع‌ترین دور: شارل لکلرک (فراری) - ۱:۳۱٫۶۳۴ (دور ۴۸) |       |                |                       |     |             |        |
| منابع:                                               |       |                |                       |     |             |        |

یادداشت‌ها
- ^ ۱ – یک امتیاز برای سریع‌ترین دور.
- ^ ۲ – الکساندر آلبون به دلیل اینکه بیش از ۹۰ درصد مسافت مسابقه را طی کرد در رده‌بندی قرار گرفت.[۲۳]
- ^ ۳ – یوکی سونودا مسابقه را شروع نکرد. جایگاه او در شروع مسابقه خالی مانده بود.[۲۳]
- ^ ۴ – میک شوماخر به دلیل تصادف در تعیین خط کنار رفت. رانندگانی که پشت سر او در تعیین خط بودند، جایگاه شروع او را به دست آوردند.[۲۱]

## رده‌بندی قهرمانی پس از مسابقه
جدول رده‌بندی قهرمانی رانندگان
| ت. ج  | جایگاه | راننده        | امتیازات |
| ----- | ------ | ------------- | -------- |
|       | ۱      | شارل لکلرک    | ۲۶       |
|       | ۲      | کارلوس ساینز  | ۱۸       |
| ۱۶    | ۳      | ماکس فرستاپن  | ۲۵       |
|       | ۴      | جورج راسل     | ۲۲       |
| ۲     | ۵      | لوییس همیلتون | ۱۶       |
| منبع: |        |               |          |

جدول رده‌بندی قهرمانی سازندگان
| ت. ج  | جایگاه | سازنده                | امتیازات |
| ----- | ------ | --------------------- | -------- |
|       | ۱      | فراری                 | ۷۸       |
|       | ۲      | مرسدس                 | ۳۸       |
| ۷     | ۳      | ردبول ریسینگ-آربی‌پی‌تی | ۳۷       |
| ۱     | ۴      | آلپاین-رنو            | ۱۶       |
| ۲     | ۵      | هاس-فراری             | ۱۲       |
| منبع: |        |                       |          |

- یادداشت: فقط پنج رده برتر برای هر دو مجموعه رده‌بندی قرار داده شده است.